# 綦振瀛
綦振瀛（Jen-Inn Chyi），台灣電機工程學者，現任教於國立中央大學電機工程學系。

## 學經歷
綦振瀛畢業於國立清華大學電機工程學系學士、碩士班，後獲得美國伊利诺伊大学厄巴纳-香槟分校電機工程學博士學位。1991年起進入國立中央大學電機工程學系任教至今；並曾經擔任國立中央大學光電科學研究中心主任、資訊電機學院院長、中央研究院應用科學研究中心合聘研究員、國家實驗研究院副院長等職務、2015年8月擔任台灣聯合大學系統副校長。

## 研究領域
光電半導體材料與元件

## 榮譽與獎項
- 2011年IEEE Fellow、SPIE Fellow

## 外部連結
- 綦振瀛實驗室個人介紹網頁 （页面存档备份，存于）
- 綦振瀛  系統副校長 （页面存档备份，存于）